# NGC 51
NGC 51 (również PGC 974 lub UGC 138) – galaktyka soczewkowata (S0), znajdująca się w gwiazdozbiorze Andromedy. Odkrył ją Lewis A. Swift 7 września 1885 roku.